# 阿列克西伊夫卡 (布罗瓦里区)
阿列克西伊夫卡（烏克蘭語：Олексіївка），是烏克蘭中北部基輔州布羅瓦里區兹胡里夫卡市镇内的村落。始建於1908年，面積0.81平方公里，海拔高度136米，2001年人口32，人口密度每平方公里74人。